# عقود هيريرا

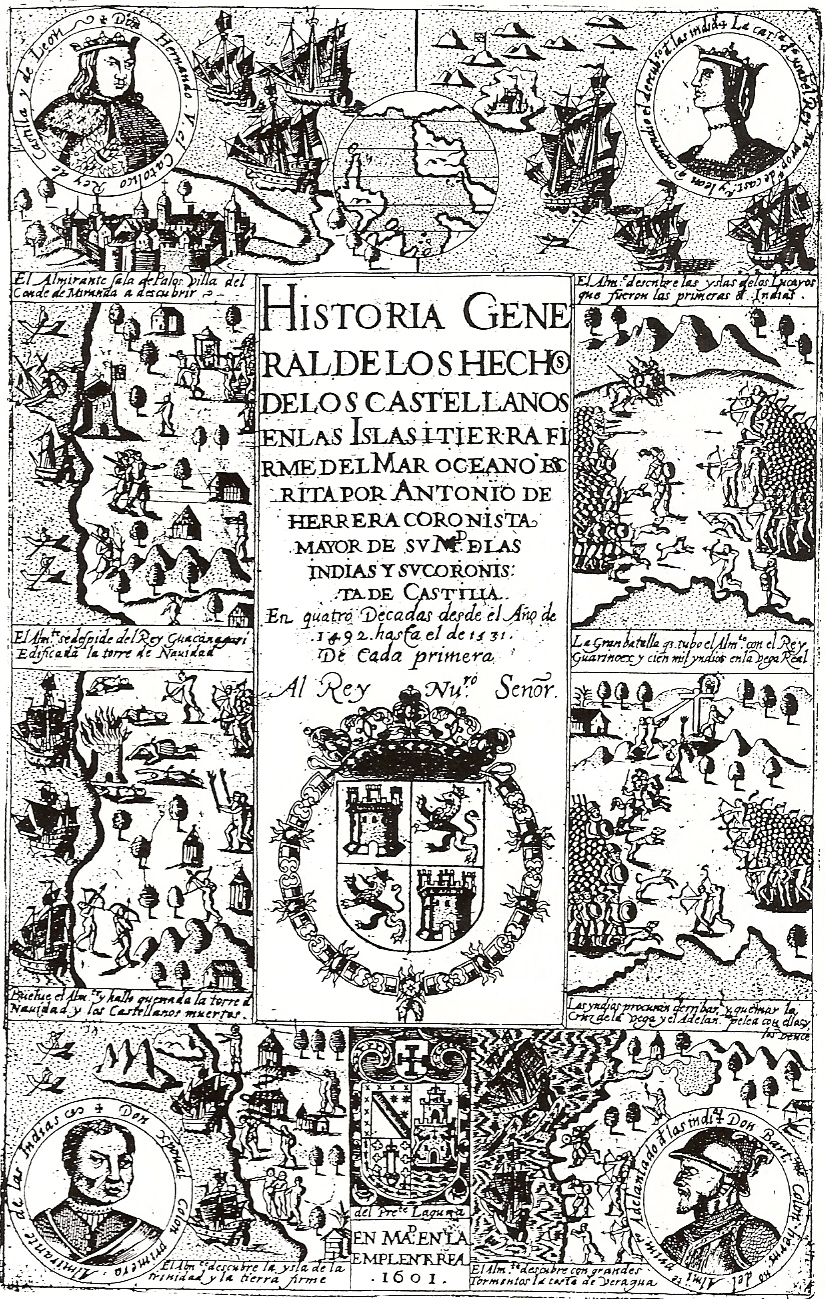
غلاف الكتاب (أول طبعة)

التاريخ العام لوقائع القشتاليين في الجزر والأرض المحاطة ببحر المحيط (بلاد الهند الغربية)، وعرف أيضاً بعقود هيريرا وهو عمل تاريخي كُتِب بواسطة المؤرخ الأعلى للملوك فيليب الثاني ملك إسبانيا وفيليب الثالث ملك إسبانيا ومؤرخ بلاد الهند وهو انطونيو دي هيريرا تورداسيا. نُشِر هذا العمل بأربعة أجزاء في مدريد ما بين 1601م و1615م بواسطة مطابع خوان فلامنكو وخوان دي لاكويستا.

## المحتوى
يروي تاريخ أمريكا كاملاً، ويركز هذا العمل على سرد الوقائع الحية التي مر بها الغُزاة الإسبان أثناء الفتح، خارج البيئة الطبيعية، بالفعل انشغل بوصفها، ووصف السكان الأصليين الذين تناولتهم أعمال لاس كاساس، وساهاجون، وأولموس اومندييتا، لأنها قصة من وقائع وليست من أشياء. كما إن الهدف الأساسي ليست فهم وتقيم الأحداث، بل وصفها تاركين الآراء الشخصية على الجانب الآخر، فإنها تسرد أحداث ووقائع أبطالها القشتاليين.
تشير أغلفة الكتاب ذات الصور المحفورة إلى المعابد، وزعماء القبائل، ومظاهر أخرى لأمريكا، وصور لبعض الغُزاة الإسبان من بينهم ديجو فيلاثكيث دي كويار، وخوان دي جريخالبا، أو القبطان جبريال دي روخاس كوردويا، منشأ بذلك مجموعة حقيقية من الرسومات لأوجه المشهورين الذين شاركوا في الفتح. وتعتبر هذه العقود هو عمل تاريخي بدون تأثير ؛لأن مؤلفها لم يتعايش تلك الوقائع التي قام بوصفها، ويحاول تقريبها إلى القارئ من خلال التأريخ بكل الوثائق الرسمية التي استطاع إدراكها، وكما تُعد التاريخ الأول لأمريكا الذي أستخدم كل المصادر التاريخية المتاحة، والنجاح في كتابة التاريخ العام لبلاد الهند.
بالإضافة إلى كونه عملاً ضخماً بحيث أن أنطونيو دي سوليس اتبع هيريرا في التأريخ ؛لكنه لم يملك القوة لمواصلة هذا العمل. المؤرخ بيدرو فيرنانديز ديل بولجار هو الوحيد الذي حاول دون نجاح يذكر، لكن النتيجة كانت سيئة ؛لأن مخطوطته لاتزال لم يتم نشرها حتى اليوم.
حقق هذا العمل نجاحاً ساحقاً في وقت نشرهِ، وخلال بضع سنوات تم ترجمته إلى اللغة اللاتينية واللغة الفرنسية، والألمانية، ثم إلى اللغة الهولندية، والإنجليزية، كانت طبعته الأخيرة عام 1991م من قبل جامعة كمبلوتنسي بمدريد لتحل محل الطبعة السابقة لها بالأكاديمية الملكية لتاريخ.

## طبعات الكتاب
| السنة   | المدينة          | اللغة    | المؤلف/المترجم             | تعليقات                        |
| ------- | ---------------- | -------- | -------------------------- | ------------------------------ |
| 1601-15 | مدريد            | قشتالية  | أنطونيو دي هيريرا تورداسيا | أول طبعة                       |
| 1622    | اميستردام        | لاتينية  |                            |                                |
| 1622    | اميستردام        | فرنسية   | ميشيل كولين                |                                |
| 1623    | اميستردام        | لاتينية  |                            |                                |
| 1623    | فرانكفورت        | ألمانية  | لا هولسويس                 |                                |
| 1624    | فرانكفورت        | لاتينية  |                            |                                |
| 1660    | باريس            | فرنسية   | ني.دي لاكوستا              |                                |
| 1671    | باريس            | فرنسية   | ني.دي لاكوستا              |                                |
| 1706    | لايدين           | هولندية  |                            |                                |
| 1724    | لندن             | إنجليزية |                            |                                |
| 1725-26 | لندن             | إنجليزية | جون ستيڤن                  |                                |
| 1726    | مدريد            | قشتالية  |                            | ملاحظات أندريس جونزاليس بارسيا |
| 1728    | أمبيرس           | قشتالية  | خوان باوتيستا بردوسن       |                                |
| 1729-30 | مدريد            | قشتالية  |                            |                                |
| 1943    | لندن             | إنجليزية | خوان ستيڤن                 |                                |
| 1734-57 | مدريد            | قشتالية  | الأكاديمية الملكية لتاريخ  | مقدمة.انطونيو باليستيروس       |
| 1944-45 | ولاية بوينس آيرس | قشتالية  |                            | مقدمة.چي نتاليسيو جونزاليس     |
| 1991    | مدريد            | قشتالية  | كمبلوتنسي بمدريد.          | دراسة ماريانو كويستا دومينجو   |